# 미크로랍토르
미크로랍토르(Microraptor)는 중생대 백악기 전기(약 1억 2,000만년 전~1억 1,000만년 전) 중국에서 서식했던 2족 보행의 수각류 공룡이다. 용반목-수각아목-드로마에오사우루스과에 속하는 종이다. 학명은 '작은 도둑'라는 의미를 갖고 있다. 전체 몸길이는 약 40cm~80cm, 체중은 600g~1.5kg 정도 되었을 것으로 추정된다. 나무 위를 오르내리며 도마뱀이나 작은 곤충을 먹었을 것으로 추정된다. 깃털이 달린 네 개의 다리를 펼치고 나무와 나무 사이를 건너다녔다. 온몸에 원시 깃털이 있으며 두 종이 있는데, 모식종인 자오이아누스(M. zhaoianus)종과, 뒷다리 깃털 인상화석으로 유명한 구이(M. gui)종이 있다.

## 역사
화석은 2000년 중국, 랴오닝성의 지우포탕 지층에서 발견되었다. 미크로랍토르 라는 이름으로 알려지게 되었다.

## 생존법
미크로랍토르는 나무 위에서 살았다. 긴 다리를 이용해 나무를 올랐으며, 나무 위에서는 네 다리를 펼쳐 나무와 나무 사이를 넘나들며 살았을 것으로 추정된다.

그 사실을 뒷받침해 주는 것은 발목까지 난 뒷발의 깃털이다. 깃털이 땅에 끌렸기 때문에 땅에서는 잘 걷지 않았을 것으로 추측된다. 꼬리 끝에 펼쳐지는 깃털은 균형을 잡는데 사용되었다.
1. ↑  이용규,한상호,박지은. 《공룡대백과》. 웅진주니어.